# CD San Fernando
Club Deportivo San Fernando – hiszpański klub piłkarski z siedzibą w mieście San Fernando, działający w latach 1943–2009.

## Sezony
- 2004/05 – Tercera División, 7. miejsce
- 2005/06 – Tercera División, 2. miejsce
- 2006/07 – Tercera División, 4. miejsce
- 2007/08 – Tercera División

- 10 sezonów w Segunda División
- 7 sezonów w Segunda División B
- 40 sezonów w Tercera División